# Herminia tarsiplumalis
Herminia tarsiplumalis là một loài bướm đêm trong họ Noctuidae.